# Harold Hersey
Harold Brainerd Hersey (11 de abril de 1893 – Março de 1956) foi um editor norte-americano, publicando vários volumes de poesia. Suas observações sobre a indústria de celulose foram publicadas em capa dura como Pulpwood Editor (1937).

## Meia idade
Durante a Primeira Guerra Mundial, foi tenente de relações públicas, mas nunca foi para o exterior. Vários artigos sobre assuntos militares foram publicados no Scribner's .
Foi editor da revista Minaret em Washington, D.C., com Shaemus O. Sheele, e Herbert Bruncken. Ele conseguiu seu primeiro trabalho editorial comercial na editora Street &amp; Smith em 1919, editando o lendário pulp The Thrill Book . Hersey foi demitido (ou renunciou) após 8 das 16 edições. É frequentemente citado como a primeira polpa totalmente de fantasia, mas na verdade misturava drama puro, aventura, histórias marítimas, mistérios, etc., ao mesmo tempo que apresentava um pouco de fantasia.
Depois de deixar a Street &amp; Smith, Hersey imediatamente se juntou à nova editora de celulose, Clayton Publications, em 1919, como editor de títulos, redator de reportagens e posteriormente editor de grupo de várias revistas Clayton. Hersey é responsável pela criação de Ranch Romances, o primeiro híbrido de romance ocidental. Ranch Romances foi um dos últimos pulps a deixar de ser publicado, durando até o início dos anos 70.

## Editores de revistas
Depois de Clayton, Hersey trabalhou para Bernarr Macfadden, substituindo brevemente Fulton Oursler como editor supervisor das revistas Macfadden (1927) e da Eastern Distributing Company. No final de 1928, Hersey, com dinheiro financiado por um distribuidor, iniciou sua própria rede de celulose, Magazine Publishers, também conhecida como The Hersey Magazines. As capas exibiam um antigo símbolo indiano de boa sorte... um logotipo com uma suástica. Os títulos incluíam The Dragnet Magazine, Sky Birds, Fire Fighters e The Underworld Magazine.

## Empresa de revistas Good Story
Hersey fundou outra rede de celulose, Good Story Magazine Company, com apoio financeiro de Macfadden. Gangster Stories de Good Story foi um sucesso imediato. Em poucos meses, uma dúzia de títulos foram lançados, incluindo alguns one-shots agora raros, como Thrills of the Jungle e Love and War Stories . Com a edição de fevereiro de 1930, outra pasta de gangues, Racketeer Stories, foi introduzida. A violência e a ilegalidade das duas gangues provocaram indignação. Hersey foi ameaçado de processo no estado de Nova York. A crise passou e as gangues continuaram sendo o esteio da cadeia de Hersey em 1932. Outras polpas de Good Story incluem Prison Stories, Murder Stories e Miracle Science e Fantasy Stories.
Hersey comprou a empresa no final de 1931, depois que Macfadden retirou o financiamento. Hersey avançou como independente. A partir de então, as polpas foram publicadas pela Sede, Banda Azul e outros selos. No entanto, a empresa faliu em 1932 e Hersey vendeu suas participações.

## Obras
- Hersey, Harold (1917). The singing flame. [S.l.]: R. C. Penfield
- «The Soldier's Idea of "The Folks Back Home"». Charles Scribner's Sons. Scribner's Magazine. 1918
- Gestures in Ivory: 1919 Britton Publishing Co., New York
- Poetry: Rare and Collectible: 1923 Privately printed
- Hersey, Harold (1926). Singing Rawhide: A book of Western Ballads. [S.l.]: George H. Doran Company A collection of 21 ballads illustrated by Jerry Delano
- Pulpwood Editor, (1937).
- Night, with illustrations by Elliott Dold, Personal Books Inc., New York, 1943.
- Margaret Sanger: The Biography of the Birth Control Pioneer, New York 1938
- Hersey, Harold (2005). More G.I. Laughs: Real Army Humor. [S.l.]: Kessinger Publishing. ISBN 978-1-4179-9563-9